# 藤井純一
藤井純一（ふじい じゅんいち、1949年8月10日 - ）は、日本の実業家。現在は立命館大学スポーツ健康科学部客員教授、株式会社ホットファクトリー取締役、GAORA放送番組審議会委員、近畿大学農学部水産学科卒業。
1997年に創成期のセレッソ大阪の黒字化に成功し、2006年には北海道日本ハムファイターズの社長に就任し、地元密着型の基盤を築いた上に後に黒字化させ、自立経営の軌道に乗せた。

## 経歴
- 関西大倉高等学校卒業
- 1973年 - 近畿大学農学部水産学科卒業
- 1973年 - 大学卒業後、日本ハム株式会社に入社
- 1996年 - 同社本社宣伝室次長就任
- 1997年 - 大阪サッカークラブ株式会社（セレッソ大阪）取締役事業部長就任
- 2000年 - 同社代表取締役社長就任
- 2004年 - 同社社長を退任、日本ハム株式会社本社スポーツマーケティング担当部長就任
- 2005年 - 株式会社北海道日本ハムファイターズ常務執行役員事業本部長就任
- 2006年 - 同社代表取締役社長就任
- 2011年 - 同社社長を退任、近畿大学経営学部経営学科特任教授に就任。株式会社スポーツマーケティングラボラトリー取締役。
- 2014年 - 立命館大学大学院スポーツ健康科学研究科非常勤講師[3]
- 2016年 - 池坊短期大学学長就任、株式会社ホットファクトリー取締役
- 2018年 - 池坊短期大学学長退任、SOLITILO株式会社代表取締役
- 2020年 - SOLITILO株式会社代表取締役退任
- 2020年 - 立命館大学スポーツ健康科学部客員教授

## 人物・エピソード
- 鬼武健二を次いでセレッソ大阪のトップを4年間務め、先に日本プロサッカーリーグ（Jリーグ）に加盟して知名度も高かったガンバ大阪に対して、セレッソ大阪の本拠地である長居陸上競技場がある大阪市東住吉区を重視した集客活動を展開して、赤字だったセレッソ大阪の経営を軌道に乗せた。北海道日本ハムファイターズに転じてからは、サッカーのクラブ経営をプロ野球に導入しつつ、札幌市にあるテレビ各局における応援番組創設[4] やラジオ局（HBCラジオ）への放映権料無料化[5] などによる地元メディアの活用によって北海道全域を対象とした広域の営業活動を展開して、地元密着型の球団を目指し成功した。これらの経験をまとめた書籍『地域密着が成功の鍵!　日本一のチームをつくる』を2011年11月11日にダイヤモンド社から出版した。Jリーグ参加クラブと日本プロ野球球団の双方でトップ（代表取締役）を務めた経験を持つのは藤井のみである[6]。
- 札幌ドームなどの試合の際には球場内を巡回することが多く、地元メディアを通じて顔も知られていることから「純ちゃん」という愛称で親しまれている。
- プロ野球ドラフト会議にはファイターズの代表として競合指名選手の抽選に参加することがあり、中田翔（2007年）、斎藤佑樹（2010年）を引き当てている。特に2010年に際しては梨田昌孝監督がくじ運が悪かったこともあり[7]、球団幹部の多数決で指名されている[8]。